# 타일러 러빈
타일러 숀 러빈(영어: Tyler Sean Labine, 1978년 4월 29일 ~ )는 캐나다의 배우이다. 미국 드라마 《인베이전》, 《리퍼》 등에 출연했다.

## 출연작
- 혹성탈출: 진화의 시작 - 로버트 프랭클린 역